# Каннареджо

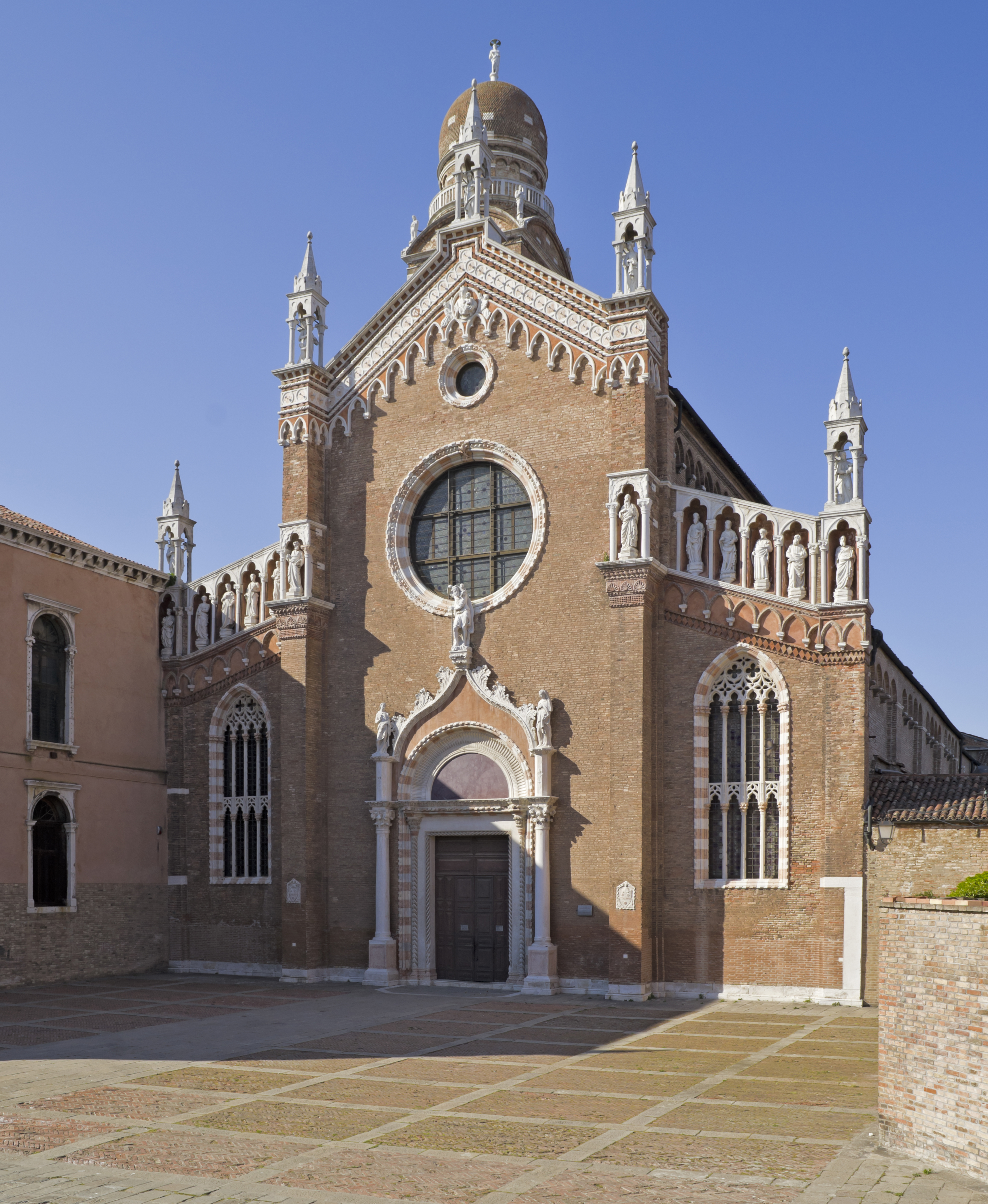
Церква Мадонна делл'Орто

Каннареджо (італ. Cannaregio) — один з шести історичних районів (сест'єре) Венеції.
Назва району походить від болота, і очерету, що ріс на ньому (італ. canne).
Район розташовується в північній частині міста і є найвіддаленішим. Каннареджо найнаселеніша частина Венеції, в районі проживає понад 20 000 чоловік.
Район мало привабливий для туристів, за винятком вокзалу і двох багатолюдних вулиць в південній частині.
Головними визначними пам'ятками району є Гетто і готична церква Мадонна делл'Орто.